# Julijan Radionov
Julijan Radionov (in bulgaro Юлиян Радионов?; Burgas, 1º luglio 1979) è un ex cestista bulgaro.

## Carriera
Con la Bulgaria ha disputato i Campionati europei del 2005.

## Palmarès
- Coppa di Bulgaria: 3

Academic Sofia: 2002, 2003, 2004